# Streptocarpus thompsonii
Streptocarpus thompsonii är en tvåhjärtbladig växtart som beskrevs av R. Brown. Streptocarpus thompsonii ingår i släktet Streptocarpus och familjen Gesneriaceae.

## Underarter
Arten delas in i följande underarter:
- S. t. bojeri
- S. t. thompsonii